# 3,3′-Thiodipropionitril
3,3′-Thiodipropionitril ist eine chemische Verbindung aus der Gruppe der Nitrile.

## Gewinnung und Darstellung
3,3′-Thiodipropionitril kann durch Reaktion von Acrylnitril und Ammoniumsulfid in Gegenwart eines Ammoniak-Katalysators gewonnen werden.
{\displaystyle {\ce {2 CH2CHCN + (NH4)2S -> S(CH2CH2CN)2 + 2NH3}}}

## Eigenschaften
3,3′-Thiodipropionitril ist eine farblose Flüssigkeit oder farbloser Feststoff, der wenig löslich in Wasser ist.

## Verwendung
3,3′-Thiodipropionitril wird als Konservierungsmittel, als Lösungsmittel und in der Chromatographie verwendet.